# Штефанюк Леонтій Юхимович
Леонтій Юхимович Штефанюк (1863 — ?) — селянський депутат I Державної думи від Подільської губернії.

## Біографія

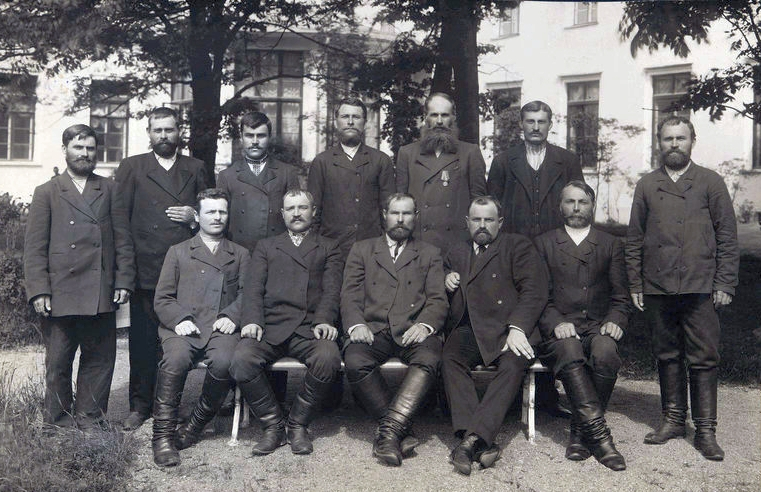
Депутати Державної думи I скликання від Подільської губернії. Стоять: Шепітка Д.І., Кучеренко І.З., Бей В.І., Гнатенко І. Г., Яременко П. Н., Косаренчук І.І., Рибачок О.Ф .; сидять: Романюк А. І., Кучер М. А., Штефанюк Л.Ю., Заболотний І. К., Михаленко П.М.

Українець, православний, селянин села Гранова Гайсинського повіту.
Закінчив народне училище. Був волосним суддею, був опікуном сільського банку.
В 1906 був обраний в I Державну думу від загального складу виборщиків Подільського губернських виборчих зборів. Входив до Трудової групи. Був членом аграрної комісії. Брав участь у дебатах з аграрного питання, серед іншого заявив, «що вони [міністри] наші служителі, що вони від нас отримують гроші, які ми, бідні, своєю працею видобуваємо і маємо тримати їх на цій службі».
Подальша доля невідома.